# Oberweiler (Eifel)
Oberweiler település Németországban, Rajna-vidék-Pfalz tartományban. Lakosainak száma 173 fő (2023. december 31.). Oberweiler Niederweiler, Ehlenz és Ließem községekkel határos.

## Népesség
A település népességének változása:
| Lakosok száma | 142  | 154  | 159  | 161  | 175  | 174  | 173  |
|               | 1975 | 2014 | 2017 | 2019 | 2021 | 2022 | 2023 |